# 장자크 데살린
장자크 데살린(프랑스어: Jean-Jacques Dessalines, 1758년 9월 20일 ~ 1806년 10월 17일)은 아이티의 국민적 영웅들 중의 하나이며, 프랑스로부터 독립을 이끌어내었고, 새로운 나라의 지도자가 되었다.
생도맹그의 프랑스 식민지에서 노예로 태어난 데살린은 1791년 아이티 노예 반란이 일어난 후에 투생 루베르튀르의 보좌를 지냈으며, 아이티가 프랑스의 지배에서 벗어나게 하였다. 데살린은 1804년 식민지를 아이티로 다시 이름을 지으고 자신을 황제로 선언하였다. 하지만 그는 잔혹함 때문에 멸시를 받았고, 아이티 건국의 아버지들 중의 하나로 영예를 얻었지만 포르토프랭스 근처에서 일어난 반란에서 살해되었다.

## 식민지 생애
장자크 데살린의 전기는 전설과 역사의 혼합이다. 아이티의 전통은 그가 서아프리카 중부에서 태어나 프랑스령 서인도 제도 생도맹그로 노예로서 운송되었다고 한다. 하지만 대부분의 역사가들은 그는 1758년 경에 생도맹그에서 자신의 첫 주인의 이름 장자크 뒤클로 (프랑스어: Jean-Jacques Duclos)로 태어난 것으로 믿는다. 그는 농장 노동자가 되었고, 결국적으로 감독의 역할까지 올랐다. 30세의 나이 경에 그는 드살린으로 불린 자유 흑인 남성에게 팔려 그의 성을 다시 바꾸었다. 장자크의 주인은 그가 종말의 의미들로서 이후의 생애애 채택했던 대우로 무자비하고 잔인한 것을 증명하였다.

## 혁명을 지도하며
1791년 생도맹그에서 노예 반란이 일어나 데살린은 농장을 탈출하여 상승하는 반란 지도자 투생 루베르튀르에게 가입할 수 있었다. 일고 쓸 줄을 몰랐어도 데살린은 빠른 공부였으며 자신을 루베르튀르의 보좌로 위치하여 전투에서 자신의 사나움으로 "호랑이"라는 별명을 얻었다. 시초적으로 그들의 싸움은 섬에 전체의 노예들을 해방시키는 것이었으나 하지만 시간이 지나면서 목적은 독립이 될 것이었다.
1793년 프랑스 공화국은 프랑스와 전체의 식민지들에서 노예제에 종말을 선언하였고, 곧 후에 루베르튀르와 데살린은 스페인과 영국에 대항하는 데 프랑스에 충성을 바쳤다. 다음 10년 동안 데살린의 실력과 리더십은 스페인 통치의 섬의 동부 절반을 포획에서 루베르튀르의 성공으로 극히 중대함을 증명하였다. 1799년까지 데살린은 준장의 계급으로 상승하였다.
유럽이 나폴레옹 보나파르트의 상승의 이유로 일시적으로 빗나가면서 노예 반란은 내란으로 변하였고, 루베르튀르와 데살린은 섬의 통치를 위하여 싸워 경쟁자와 노예 주인들 같은 자들을 부수었다. 1801년까지 루베르튀르는 아이티의 총독으로 지내고 있었고, 데살린은 부사령관이었다. 생도맹그에서 많은 백인과 물라토들은 노예제를 재설립하는 데 프랑스에 압력을 가하였고, 나폴레옹은 섬에 프랑스의 지배를 복원하는 데 군대를 보냈다. 루베르튀르와 데살린은 크레트아피에로 전투에서 점령군을 격퇴하였다.
전투 후에 데살린은 루베르튀르의 리더십과 환멸을 느꼈고 잠시 프랑스와 편을 들어 가능하게 1802년 루베르튀르와 생포와 체포를 일으켰다. 프랑스가 노예제를 회복시키려는 의도했던 것이 명확해질 때 데살린은 다시 편을 바꾸어 프랑스군에 대항하는 반란군들을 지휘하였다. 일련의 승리에서 데살린의 흑인과 물라토들의 연합은 프랑스군을 항복하고 섬을 떠나는 데 강요한 것에 성공적이었다. 1804년 아이티는 세계에서 첫 흑인 독립 공화국이 되었다.

## 아이티의 황제
황제로서 데살린은 독립으로 머무는 데 아이티를 위하여 필요하다고 생각하는 과감한 조치를 취했다. 그는 생존 경제로 되돌아가는 것으로부터 아이티를 방지하는 데 강제 노동 제도를 집행하였다. 백인들에 의한 지배를 제거하는 데 그는 그들의 대지를 몰수하여 그들이 재산을 소유하는 것을 불법으로 만들었다. 아마 그의 가장 극단적인 조치는 아이티의 백인 인구를 없애는 것으로 캠페인이었다. 1804년 2월과 4월 사이에 데살린은 전체의 나이와 성별의 대략 3000명부터 5000명의 백인들의 살해를 명령하였다.
자신의 신임에 데살린은 또한 아이티의 경제를 향상시키는 데 개혁들을 구현하는 데 시도하기도 하였다. 그는 해외 무역의 엄격한 규제를 집행하였고 프랑스보다 영국과 미국과 함께 무역을 선호하였다. 그는 주로 물라토들이었던 좋은 교육을 받은 아이티인들을 자신의 행정부에서 주요 직위들에 놓았다.

## 사망과 유산
데살린의 사망의 정확한 상황들은 불확실하다. 알려진 것은 농민, 깨끗한 피부의 엘리트층과 군사를 포함한 전체 계급의 사람들이 그의 가혹한 노동과 농업 정책들과 속상했던 것이다. 그는 1806년 10월 17일 살해되었는 데 혹시 이후에 국가를 갈라놓아 따로 각각의 부분을 지배했던 알렉상드르 페시옹과 앙리 크리스토프에 의하여 지도된 매복에서였을 것이다.
자신의 폭력적인 통치에 불구하고, 데살린은 아이티 국민들을 위한 긍지를 가지고 살아간다. 그의 사망의 날 10월 17일은 아이티에서 국경일이다. 데살린의 유산은 아이티의 국가 데살린의 노래에 구체화되었다.

## 같이 보기
- 앙리 크리스토프
- 프랑수아 뒤발리에